# Eduard Lehmann (Jurist, 1916)
Eduard Lehmann (* 29. September 1916 in Basel; † 7. Dezember 1986 in Bern) war ein Schweizer Beamter.

## Leben

### Familie
Eduard Lehmann war der Sohn seines gleichnamigen Vaters Eduard Lehmann und dessen Ehefrau Lina (geb. Kläfiger).
Seit 1948  war er mit Elvira (geb. Esposito) aus Italien verheiratet; gemeinsam hatten sie mehrere Kinder.
Er war heimatberechtigt von Trimbach und seit 1927 von Basel.
1945 lebte er mit seiner Familie im Seidenweg 4 in Bern.

### Werdegang
Nach dem Besuch des Gymnasiums in Basel, immatrikulierte Eduard Lehmann sich zu einem Studium der Rechtswissenschaften an der Universität Basel und promovierte 1941 mit seiner Dissertation Die Umwandlung einer Genossenschaft in eine Aktiengesellschaft nach der Bundesrats-Verordnung vom 29.12.1939 zum Dr. jur.
Nach Beendigung seines Studiums absolvierte er verschiedene Praktika an baselstädtischen Gerichten und wurde 1943 beim kriegswirtschaftlichen Strafuntersuchungsdienst des Eidgenössischen Volkswirtschaftsdepartementes angestellt; 1953 wurde er zum Adjunkt des Rechtsdienstes der Bundesanwaltschaft ernannt. 1960 wurde er zum Nachfolger des Direktors der Eidgenössischen Finanzkontrolle, Armin Jeker, berufen, bis er am 30. September 1981 aus Altersgründen von seinem Amt zurücktrat; sein Nachfolger wurde Gottlieb Schläppi (* 1928).

### Berufliches Wirken
Eduard Lehmann bekleidete den Rang eines Oberst im Schweizer Nachrichtendienst und war als Agent im Zweiten Weltkrieg für die Aufklärung der Luftwaffe der Wehrmacht zuständig.
1960 trat er von seinem Amt als Mitglied der Eidgenössischen Betäubungsmittelkommission zurück und gehörte 1980 der Kommission für die Verwaltungsordnung und der Kommission für Bundesbeschaffungsangelegenheiten an.
Eduard Lehmann, der seit 1967 persönlich für die Prüfung des Budgets des Schweizer ausserordentlichen Nachrichtendienstes, Untergruppe Nachrichtendienst und Abwehr (UNA) (siehe auch Projekt 27) verantwortlich war, äusserte sich 1980 in der Presse zur Spionageaffäre, in die auch Oberst Albert Bachmann verstrickt war.

## Mitgliedschaften
Eduard Lehmann war Mitglied in der Zähringia Bern, ein studentischer Zirkel, der von Mitgliedern der Studentenverbindung Schwizerhüsli in Basel und Studenten der Universität Bern am 3. November 1888 gegründet worden war.

## Schriften (Auswahl)
- Die Umwandlung einer Genossenschaft in eine Aktiengesellschaft nach der Bundesrats-Verordnung vom 29.12.1939. Basel 1941.